# 元謀県

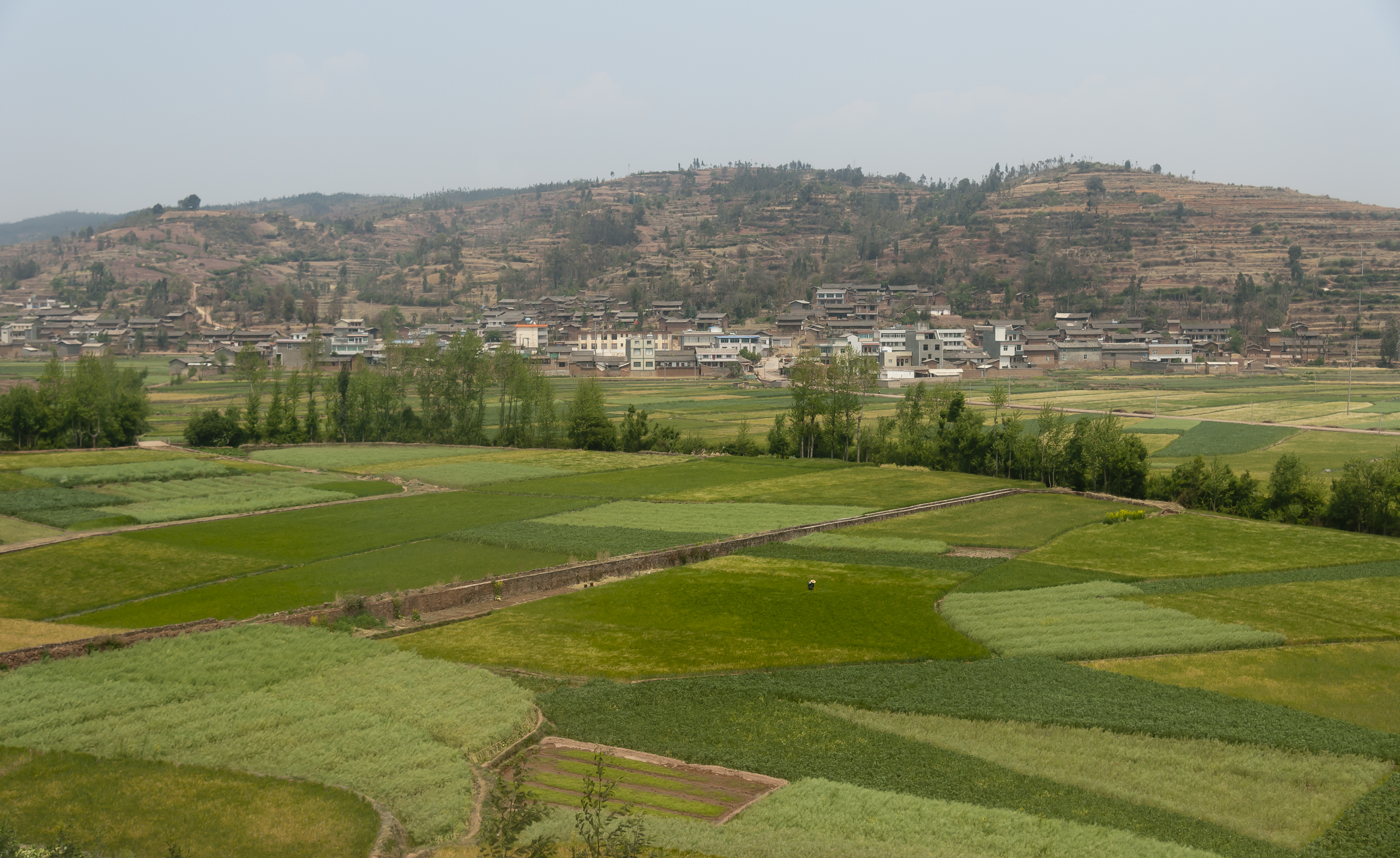
黄瓜園鎮付近の田園風景

元謀県（げんぼう-けん）は中華人民共和国雲南省楚雄イ族自治州に位置する県。

## 行政区画
下部に3鎮、7郷を管轄する。
- 鎮
  - 元馬鎮、黄瓜園鎮、羊街鎮
- 郷
  - 老城郷、物茂郷、江辺郷、新華郷、平田郷、涼山郷、姜駅郷

## 交通

### 鉄道

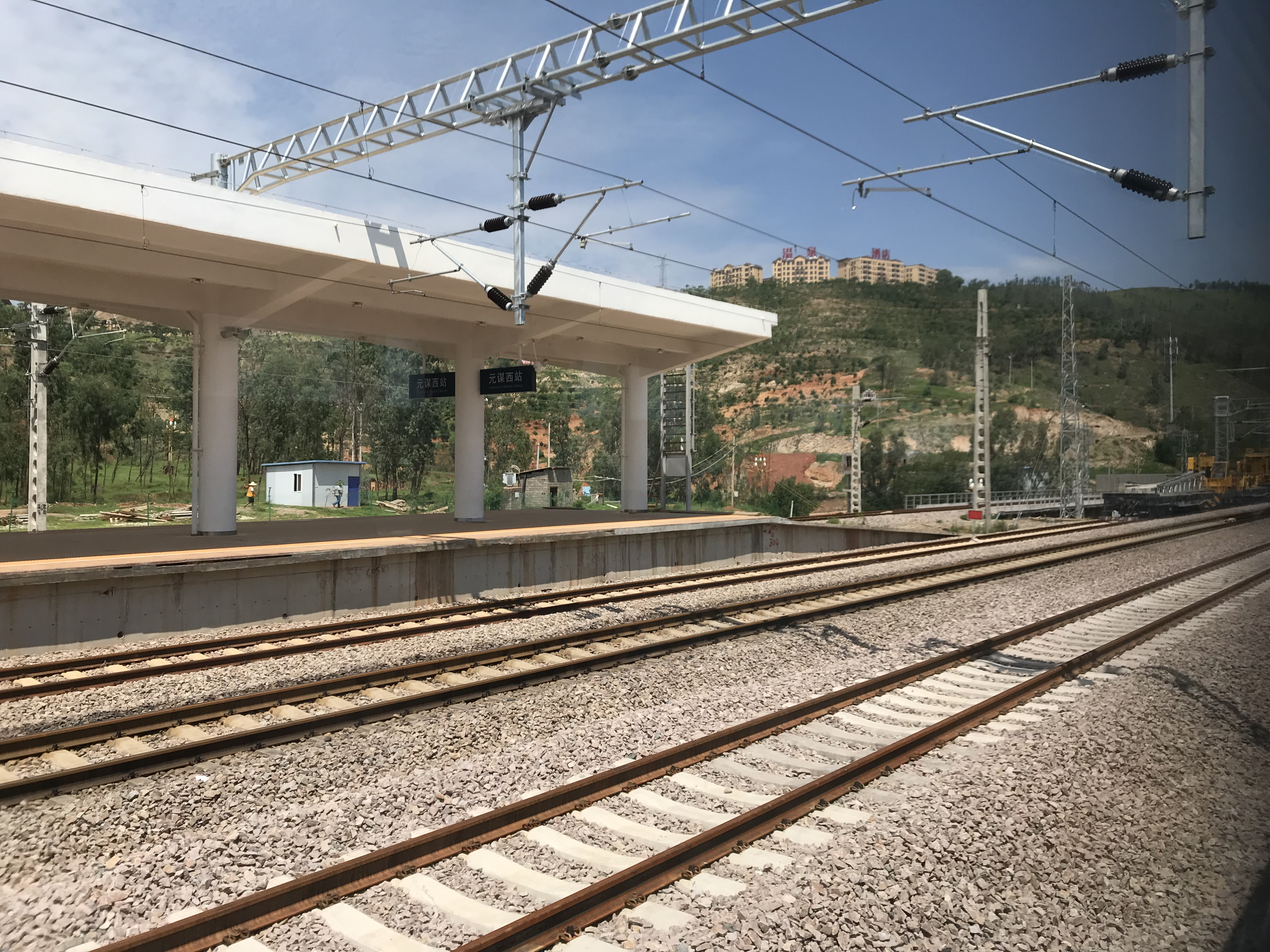
元謀西駅

- 中国国家鉄路集団
  - 元昆線

黄瓜園駅 - 元謀駅 - 元謀西駅 - 尹地駅 - 小月旧駅 -（昆明方面）
- - 峨広線（中国語版）

（成都方面）- 元謀西駅 -（昆明方面）

### 道路
- 高速道路
  - 京昆高速道路
- 国道
  - G108国道